# 李圣龙
李圣龙（1992年7月30日—），是一名中国足球运动员，上海足球名宿李龙海之子，现效力于中国足球超级联赛球队上海海港。

## 俱乐部生涯
李圣龙出自根宝足球基地，2011年加盟上海中邦征战中乙联赛。2013年，他进入中国足球超级联赛球队上海东亚一线队。2013年9月20日，他在上海东亚客场0比1不敌山东鲁能泰山的比赛第83分钟替补朱峥嵘出场，上演中超联赛首秀。2016年8月9日，李圣龙因年齡和身份造假被禁止参加2016年中国足协举办的比赛六个月，停赛期从2016年7月12日到2017年1月11日。據悉，李聖龍出生於1992年7月30日，但向足協申報年齡時卻是1993年1月27日，同時李聖龍作為上海人，卻將籍貫地篡改為安徽。